# 古齒龍屬
古齒龍屬（屬名：Archaeodontosaurus）是種蜥腳下目恐龍，生存於侏儸紀中期的馬達加斯加。模式種是A. descouensi，是在2005年9月被敘述、命名。屬名意為「古代牙齒的蜥蜴」，種名是以化石發現者Didier Descouens為名。牠們可能是種擁有基础蜥腳類牙齒的蜥腳類恐龍。

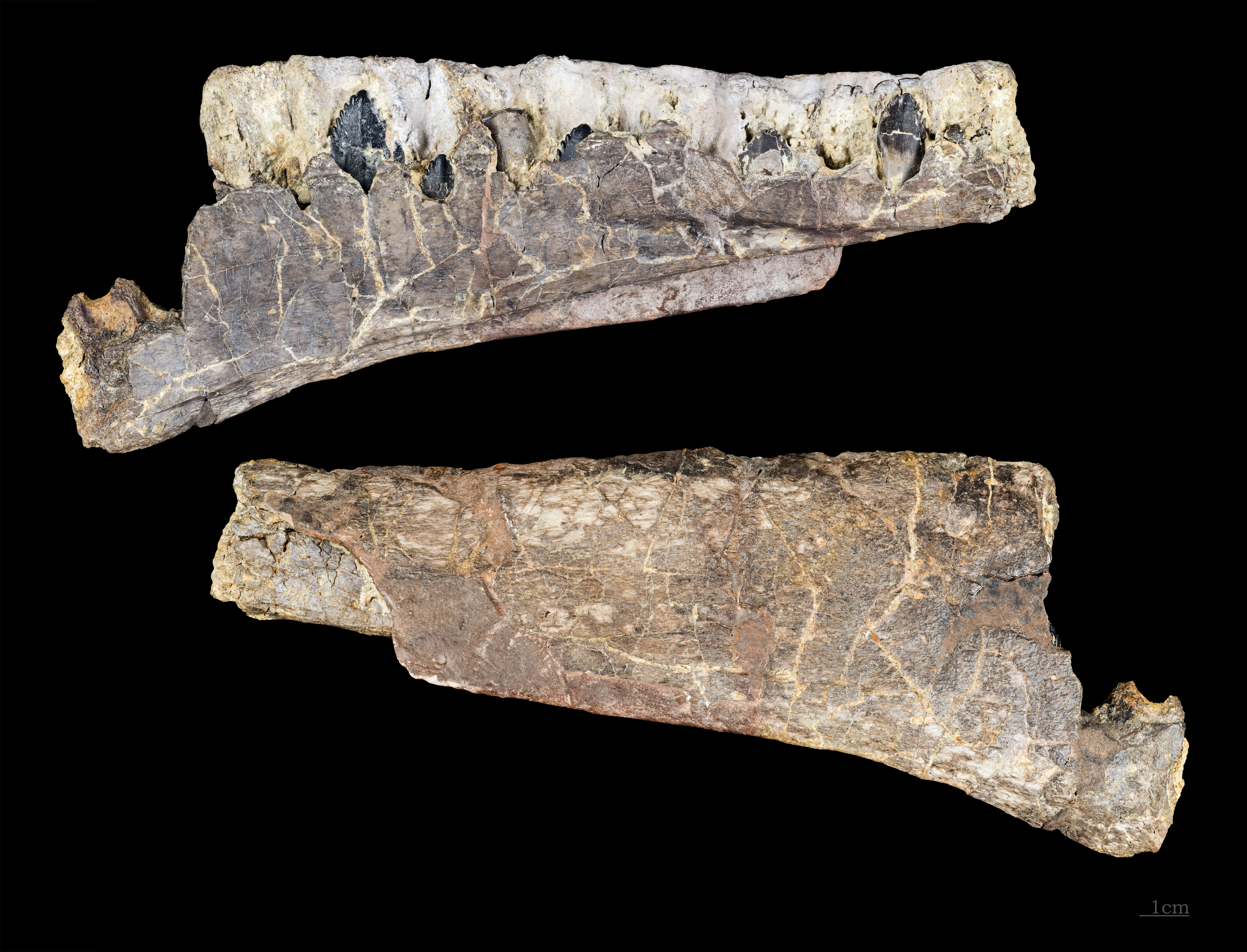
Archaeodontosaurus descouensi

## 外部連結
- http://dml.cmnh.org/2005Nov/msg00059.html （页面存档备份，存于）
- http://bsgf.geoscienceworld.org/cgi/content/french_abstract/176/5/467（页面存档备份，存于）
- http://www.dinosaurier-info.de/animals/dinosaurs/pages_a/archaeodontosaurus.php （页面存档备份，存于）